# Control (canción de Garbage)
«Control» es un sencillo de la banda de rock alternativo Garbage, publicado en octubre de 2012, como parte de su quinto álbum de estudio Not Your Kind of People. Posteriormente, se lanzaría en formato de vinilo de 7" de edición limitada para el sencillo "Control", a través de su sitio web oficial. En dicho material está incluida una versión remix del sencillo "Blood for Poppies", realizado por el grupo Blaqk Audio.

## Lista de canciones
- Sencillo de 7"[1]

1. "Control"
2. "Blood for Poppies" (Blaqk Audio Remix)

## Usos en otros medios
- "Control" fue usado como parte del videojuego The Amazing Spider-Man de 2012 en su tráiler de lanzamiento.[2][3]

## Historial de lanzamientos
| Fecha           | Zona           | Discográfica | Formato(s)                                                              |
| --------------- | -------------- | ------------ | ----------------------------------------------------------------------- |
| Octubre de 2012 | Estados Unidos | STUNVOLUME   | Airplay                                                                 |
| Octubre de 2012 | Internacional  | STUNVOLUME   | Vinilo de 7", descarga digital a través de sitio web oficial de Garbage |